# Holoaden luederwaldti
Holoaden luederwaldti är en groddjursart som beskrevs av Miranda-Ribeiro 1920. Holoaden luederwaldti ingår i släktet Holoaden och familjen Strabomantidae. IUCN kategoriserar arten globalt som otillräckligt studerad. Inga underarter finns listade i Catalogue of Life.